# Château de Vaison-la-Romaine
Le château de Vaison-la-Romaine, ou château des comtes de Toulouse est un château en ruine, de l'époque médiévale, situé sur un rocher, en surplomb de la ville de Vaison-la-Romaine, dans le Vaucluse. Il est le point central de la partie médiévale de la ville. Il est classé au titre des monuments historiques depuis 1er décembre 1920.

## Histoire
Dans le but d'affirmer son pouvoir sur ce terroir, face à l'évêque de la ville, Raymond VI, comte de Provence, fait bâtir une première tour, en bois, puis en pierre, sur cet emplacement.